# Campeonato Mundial de Ciclismo BMX de 2022
El XXVII Campeonato Mundial de Ciclismo BMX se celebró en Nantes (Francia) entre el 26 y el 31 de julio de 2022 bajo la organización de la Unión Ciclista Internacional (UCI) y la Federación Francesa de Ciclismo.
Las competiciones se realizaron en las instalaciones de ExpoNantes Le Parc. 

## Resultados

### Masculino
| Evento          | Oro                             | Plata                        | Bronce                      |
| --------------- | ------------------------------- | ---------------------------- | --------------------------- |
| Carrera (31.07) | Simon Marquart · Suiza · 29,525 | Kye Whyte Reino Unido 29,657 | Joris Daudet Francia 30,110 |

### Femenino
| Evento          | Oro                                   | Plata                          | Bronce                                 |
| --------------- | ------------------------------------- | ------------------------------ | -------------------------------------- |
| Carrera (31.07) | Felicia Stancil Estados Unidos 33,144 | Zoé Claessens · Suiza · 33,154 | Merel Smulders · Países Bajos · 33,260 |

## Medallero
| Núm. | País           | Oro | Plata | Bronce | Total |
| ---- | -------------- | --- | ----- | ------ | ----- |
| 1    | Suiza          | 1   | 1     | 0      | 2     |
| 2    | Estados Unidos | 1   | 0     | 0      | 1     |
| 3    | Reino Unido    | 0   | 1     | 0      | 1     |
| 4    | Francia        | 0   | 0     | 1      | 1     |
| 4    | Países Bajos   | 0   | 0     | 1      | 1     |
|      | TOTAL          | 2   | 2     | 2      | 6     |